# Alfonso Michele Litta
Alfonso Michele Litta (Gênova, 19 de setembro de 1608 - Roma, 28 de agosto de 1679) foi um cardeal do século XVIII

## Biografia
Nasceu em Milão em 19 de setembro de 1608. De família patrícia. Segundo filho de Pompeo Litta, segundo marquês de Gambolò, e Lucia Cusani, do marquês de Ponte. Seu nome de batismo era Alfonso Michele. Sobrinho do cardeal Agostino Cusani (1588), por parte de mãe. Tio-tataravô do cardeal Lorenzo Litta (1801).
Na juventude pensou em ser frade capuchinho, mas teve que abandonar a ideia por causa de sua saúde frágil. Estudou na Universidade de Salamanca, Salamanca, Espanha (direito canônico); e na Universidade de Bolonha, Bolonha (doutorado in utroque iure , direito canônico e civil, 1628).
Recebeu as ordens menores do Cardeal Federico Borromeo, seniore , arcebispo de Milão.
Admitido no Collegio d'avvocati de Milão, em 1628. Persuadido pelo cardeal Federico Borromeo, mudou-se para Roma. Referendário dos Tribunais da Assinatura Apostólica da Justiça e da Graça, 1630. Prelado da SC da Sacra Visita de todos os tribunais romanos, 1632. Secretário da Congregação delle Inibizioni e do non gravetur , 1633. Governador de Rimini, Abril de 1636 até março de 1637. Abade commendatario de S. Giulio di Dulzago, diocese de Novara, e de S. Giovanni d'Appiano, arquidiocese de Milão. Governador de Orvieto, de abril a outubro de 1637. Governador de Spoleto de novembro de 1638 a agosto de 1639. Governador de Camerino, de 6 de setembro de 1639 até março de 1643; tornou-se amigo do bispo local, Emilio Altieri, futuro Papa Clemente X. Vice-legado nas três legações, Bolonha, Ferrara e Romagna, de 27 de março de 1643 a 26 de dezembro de 1643. Comissário geral do exército papal, 26 de dezembro de 1643. Vice-legado em Bolonha, 1644, para auxiliar o legado, Cardeal Antonio Barberini, iuniore , sobrinho do Papa Urbano VIII. Governador de Ascoli, 1645. Governador de Campagna e Marittima, 1646 até março de 1648. Governador de della Marca d'Ancona , 1648.
Ordenado, 1648.
Eleito arcebispo de Milão, mantendo a abadia de S. Giulio di Dulzago, 17 de junho de 1652. Consagrado, 24 de junho de 1652, igreja de S. Carlo al Corso, Roma, pelo cardeal Giulio Roma, assistido por Giovanni Battista Spada, patriarca titular de Constantinopla, e por Carlo Carafa, bispo de Aversa. Ele enviou sua primeira carta pastoral aos fiéis de Milão no dia 26 de setembro seguinte; e fez a entrada solene na arquidiocese em 17 de novembro do mesmo ano. Ele celebrou dois sínodos diocesanos, um em maio de 1658 e outro em maio de 1669; e também celebrou treze sínodos menores.
Criado cardeal e reservado in pectore no consistório de 14 de janeiro de 1664; publicado no consistório de 15 de fevereiro de 1666; recebeu o gorro vermelho e o título de S. Croce in Gerusalemme, em 5 de maio de 1666. Participou do conclave de 1667, que elegeu o Papa Clemente IX. Participou do conclave de 1669-1670, que elegeu o Papa Clemente X. Em 1675, foi a Roma, apesar de sua saúde debilitada, para celebrar o Ano Jubilar e obter as indulgências. Participou do conclave de 1676, que elegeu o Papa Inocêncio XI.
Morreu em Roma em 28 de agosto de 1679, perto das 19 horas. Foi sepultado provisoriamente na igreja de S. Carlo al Corso, em Roma, com modesta pompa. Um funeral solene foi celebrado em Bolonha pela Arquiconfraria de S. Maria della Morte, da qual o cardeal era membro. Mais tarde, seus restos mortais foram transferidos para Milão e enterrados no túmulo que ele havia construído para si na capela do Cocifisso na catedral metropolitana de Milão